# Philoponella cymbiformis
Philoponella cymbiformis är en spindelart som beskrevs av Xie et al. 1997. Philoponella cymbiformis ingår i släktet Philoponella och familjen krusnätsspindlar. Inga underarter finns listade i Catalogue of Life.